# هجوم سجن ديرا إسماعيل خان 2013
في 29 يوليو 2013 هاجم مسلحون سجن ديرا إسماعيل خان المركزي، نفذته حركة طالبان باكستان، وأطلقوا سراح أكثر من 240 سجينًا من بينهم 35 قياديًا بارزًا من قادة حركة طالبان باكستان.

## الهجوم
قام المهاجمون أولاً بتدمير سيارة شرطة مدرعة خارج السجن وألقوا العديد من القنابل اليدوية على حراس أمن السجن، وكان المهاجمون يرتدون زي الشرطة، وأطلقوا صواريخ من خارج السجن، وأفاد سكان ديرا إسماعيل خان أنهم سمعوا أصوات الانفجارات العالية وإطلاق النار، واستخدموا قذائف الهاون والآر بي جي، كما شنوا هجومًا على المباني المحيطة بالسجن، بما في ذلك محطة إذاعية ومستشفى. وكان المسلحون يصيحيون بـ «الله أكبر» و«تحيا طالبان». ثم دخل المهاجمون السجن وفتحوا النار على ضباط الشرطة، وأطلق ضباط الشرطة الغاز المسيل للدموع، وقُتل أربعة من ضباط الشرطة وخمسة مهاجمين وجُرح عدة، تمكن المسلحون من إطلاق سراح 300 سجين.